# Lygodactylus bernardi
Lygodactylus bernardi este o specie de șopârle din genul Lygodactylus, familia Gekkonidae, descrisă de Fitzsimons 1958.

## Subspecii
Această specie cuprinde următoarele subspecii:
- L. b. bonsi
- L. b. bernardi